# Maison de Jules Verne

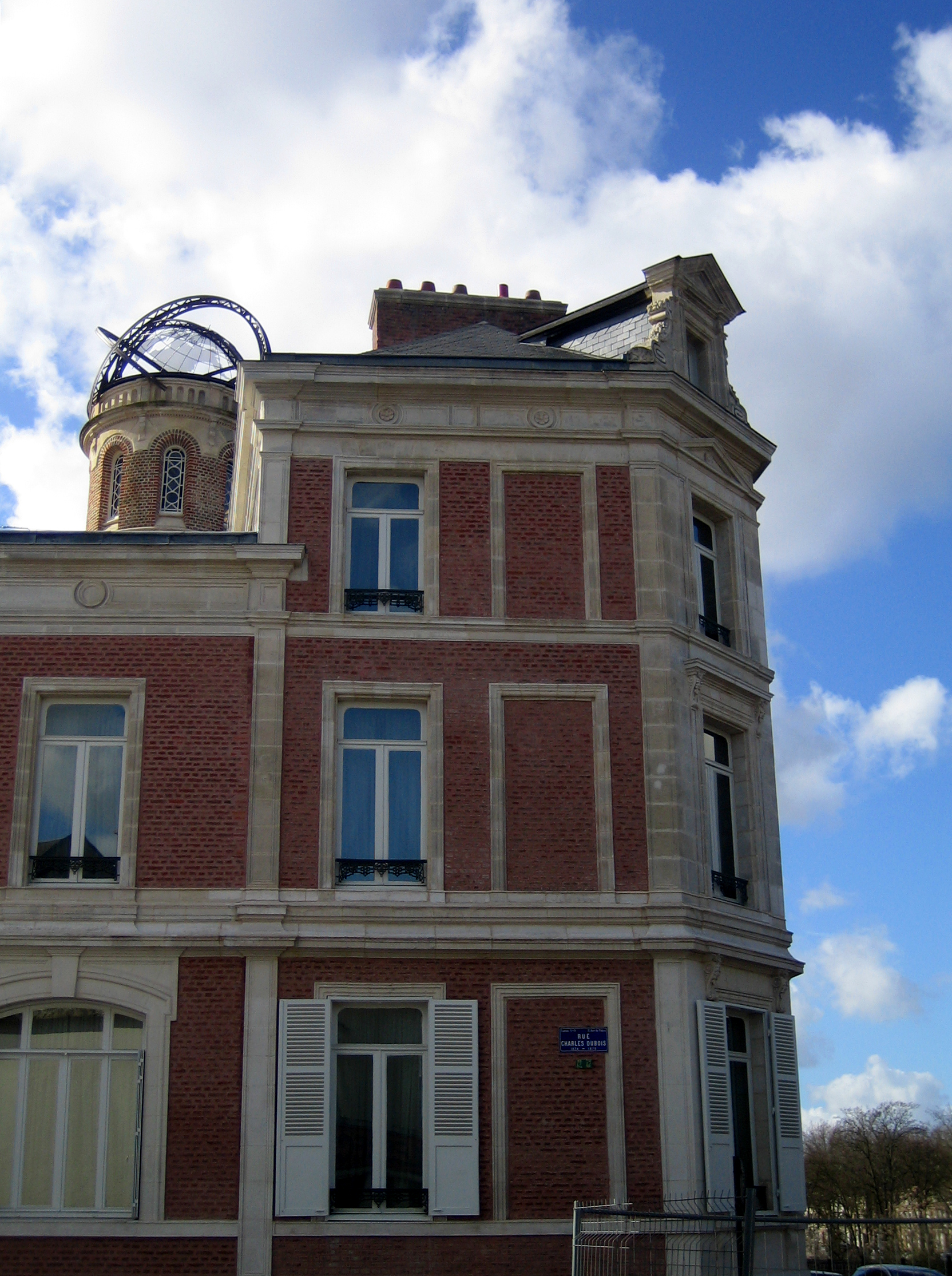
Maison de Jules Verne

Das Maison de Jules Verne ist ein Wohnhaus in Amiens in Frankreich, in dem der Schriftsteller Jules Verne 18 Jahre lebte. Heute beherbergt das Gebäude ein Museum zur Erinnerung an den Schriftsteller und steht als Monument historique unter Denkmalschutz.

## Beschreibung
Das Eckgebäude steht im Zentrum des Wohnviertels Henriville, in dem sich zahlreiche architektonisch interessante Villen des 19. Jahrhunderts befinden. Es hat den Charakter eines Herrenhauses aus dieser Zeit. Das heute im Gebäude befindliche Museum erinnert an das Leben, das Schaffen und das öffentliche Wirken von Jules Verne in Amiens. Es zeigt auf vier Gebäudeebenen seine Werke und zeitgenössische Gegenstände. Auch wird die Geschichte der Stadt Amiens mit Fotografien, Plakaten und Schriften dokumentiert.
Das Arbeitszimmer von Jules Verne, in dem er eine Reihe seiner Werke verfasste, befindet sich im zweiten Stock in der Ecke des Gebäudes. Zwei Räume im Gebäude habe ihre ursprüngliche Ausgestaltung beibehalten. Dies sind der Speisesaal im Stile des neo-Flamboyant und das Wohnzimmer im Stil Louis-seize.

## Geschichte

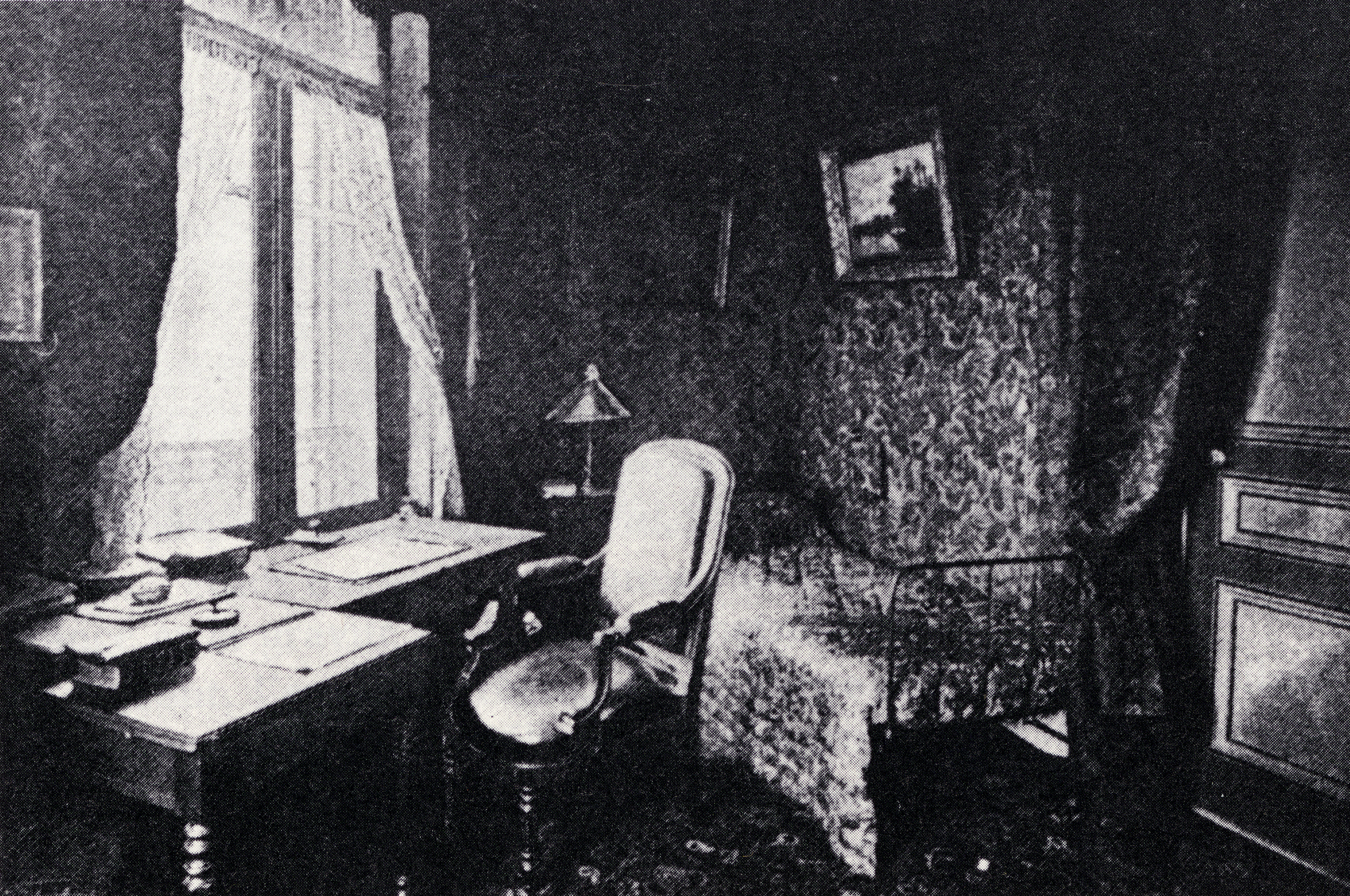
Das Arbeitszimmer von Jules Verne, 1894

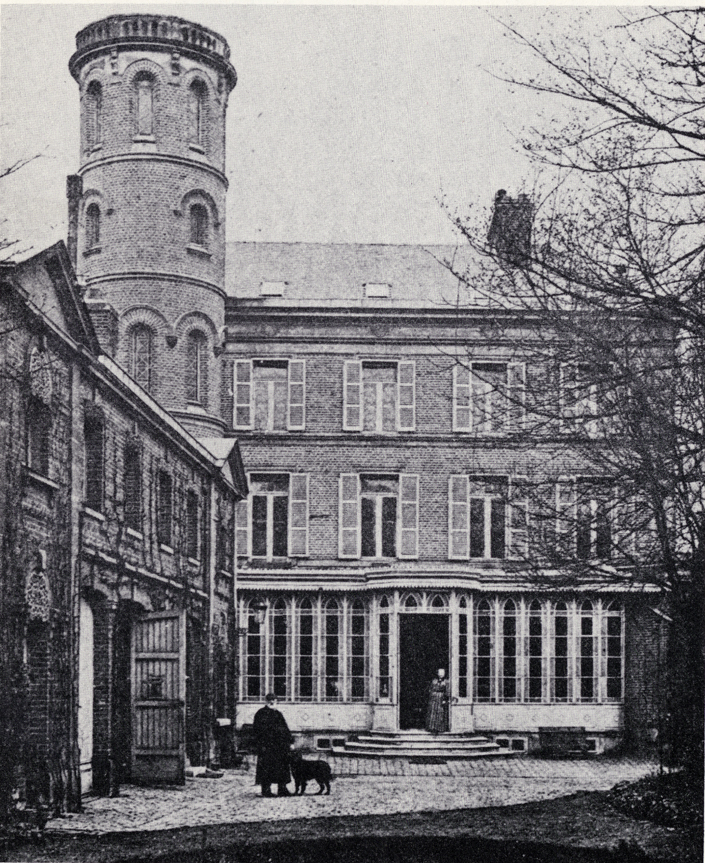
Foto von der Hofseite des Wohngebäudes mit Jules Verne sowie seiner Ehefrau Honorine und dem Hund Follette, 1894

Erbaut wurde das Haus von 1845 bis 1854 in der Zeit des Zweiten Kaiserreichs vom Notar Jean-Baptiste-Gustave Riquier. Er ließ es wie die Häuser in der Nachbarschaft aus rotem Ziegel errichten während die Fensterstürze, Gesimse und Fensterbänke in Kalkstein gehalten sind. Das Haus unterscheidet sich von den benachbarten Gebäuden durch die Größe seiner Proportionen. An der südwestlichen Ecke der Hoffassade steht ein Rundturm, der dem architektonischen Ensemble seine Originalität verleiht.
Im Jahr 1882 bezog Jules Verne, der zu diesem Zeitpunkt 54 Jahre alt war, mit seiner Frau Honorine das Haus. Das Ehepaar bewohnte es als Mieter bis zum Jahr 1900. Von den 34 Jahren, die Jules Verne in Amiens lebte, verbrachte er 18 Jahre in dem Haus.
1945 erwarb der Mineralölunternehmen BP das Haus und modernisierte es unter Belassung der Dekoration im Erdgeschoss. Sie ist Zeugnis des Geschmacks der Bourgeoisie am Ende des 19. Jahrhunderts.
1980 erwarb die Stadt Amiens das Wohnhaus und öffnete es für die Öffentlichkeit. Im Jahr 2000 erwarb die Stadt eine Sammlung von 30.000 Originalstücken, die vom italienischen Sammler und Jules Verne-Forscher Piero Gondolo della Riva (* 1948) gesammelt wurden. Daraus entwickelte das Centre international Jules-Verne bis 2010 eine Museumsausstellung im früheren Wohnhaus von Jules Verne. Die Vereinigung war mit der Verwaltung des Hauses bis zur Übernahme durch die Bibliotheken von Amiens im Jahr 2011 betraut.